# 山口県道232号奥万倉山陽線
山口県道232号奥万倉山陽線（やまぐちけんどう232ごう おくまぐらさんようせん）は、山口県美祢市から山陽小野田市に至る一般県道である。

## 概要
美祢市伊佐町奥万倉から山陽小野田市大字埴生に至る。

### 路線データ
- 起点：美祢市伊佐町奥万倉（山口県道37号宇部美祢線交点）
- 終点：山陽小野田市埴生（前場交差点、国道190号交点、山口県道229号埴生停車場線終点）

## 歴史
- 1958年（昭和33年）
  - 10月1日 - 山口県告示第644号の2により認定される。当時は厚狭郡楠町（現：宇部市）奥万倉と厚狭郡山陽町埴生を結ぶ路線だった。
  - 11月1日 - 厚狭郡楠町奥万倉の一部が美祢市に分割されたことに伴い起点の地名表記が変更される（厚狭郡楠町奥万倉→美祢市伊佐町奥万倉）。
- 1972年（昭和47年） - 山口県の県道番号再編により現行の路線番号に変更される。
- 2005年（平成17年）3月22日 - 小野田市と厚狭郡山陽町が対等合併して山陽小野田市が発足したことに伴い終点の地名表記が変更される（厚狭郡山陽町埴生→山陽小野田市埴生）。

## 路線状況
2008年（平成18年）1月26日の国道2号（国道9号重用）厚狭・埴生バイパスの全線開通に伴い将来終点が変更される可能性がある。

### 重複区間
- 山口県道33号下関美祢線（美祢市東厚保町（ひがしあつちょう）川東 - 美祢市西厚保町本郷・美祢市本郷交差点）
- 山口県道65号山陽豊田線（美祢市西厚保町本郷・美祢市本郷交差点 - 美祢市西厚保町本郷）
- 山口県道229号埴生停車場線（山陽小野田市大字埴生）

### 道路施設

#### 橋梁
- 二の川橋（厚狭川、美祢市東厚保町（ひがしあつちょう）川東）

## 地理

### 通過する自治体
- 山口県
  - 美祢市 - 山陽小野田市

### 交差する道路
| 交差する道路                                                            | 市町村名     | 交差する場所                     | 交差する場所      |
| ----------------------------------------------------------------------- | ------------ | -------------------------------- | ----------------- |
| 山口県道37号宇部美祢線                                                  | 美祢市       | 伊佐町奥万倉                     | 起点              |
| 宇部伊佐専用道路                                                        | 美祢市       | 伊佐町堀越                       | [ 注釈 1 ]        |
| 国道316号                                                               | 美祢市       | 東厚保町（ひがしあつちょう）山中 | 横坂交差点        |
| 山口県道33号下関美祢線 重複区間起点                                     | 美祢市       | 東厚保町川東                     |                   |
| E2A 中国自動車道                                                        | 美祢市       | 西厚保町本郷                     | 35-1 美祢西IC     |
| 山口県道33号下関美祢線 重複区間終点 山口県道65号山陽豊田線 重複区間起点 | 美祢市       | 西厚保町本郷                     | 美祢市本郷交差点  |
| 山口県道65号山陽豊田線 重複区間起点                                     | 美祢市       | 西厚保町本郷                     |                   |
| 山口県道260号宇賀山陽線                                                 | 山陽小野田市 | 大字埴生                         |                   |
| 山口県道229号埴生停車場線 重複区間起点                                  | 山陽小野田市 | 大字埴生                         |                   |
| 国道2号 / 厚狭・埴生バイパス 国道9号 重複                               | 山陽小野田市 | 大字埴生                         | 中村交差点        |
| 国道190号 山口県道229号埴生停車場線 重複区間終点                        | 山陽小野田市 | 大字埴生                         | 前場交差点 / 終点 |

### 交差する鉄道
- 美祢線
- 山陽新幹線
- 山陽本線

### 沿線
- E2A 中国自動車道 伊佐PA
- JR西日本美祢線 厚保駅
- 美祢市立厚保中学校
- 美祢市立厚保小学校
- 美祢市役所 厚保出張所
- 山陽国際ゴルフ倶楽部
- 山陽オートレース場
- 山陽小野田市役所 埴生支所
- JR西日本山陽本線 埴生駅